# タルカン
タルカン（Tarkhan, Tarqan、達干）は、漠北から中央アジア一帯に栄えたテュルクの男性の称号、尊称のひとつ。突厥などで使われた。モンゴル、女真ではダルハンとも。達干と漢訳されるが、意味合いを重視し功臣と訳す場合もある。歴史学的には解明されていないことも多いが、テュルク国家における行政府の官僚の称号としての意味を有していたという見解もある。
現在では、テュルク系民族の男性の人名としても用いられ、トルコ人歌手のタルカンが著名である。